# Włyń (wieś)
Włyń – wieś w Polsce, położona w województwie łódzkim, w powiecie sieradzkim, w gminie Warta.
| SIMC    | Nazwa            | Rodzaj    |
| ------- | ---------------- | --------- |
| 0716030 | Bugaj            | część wsi |
| 0716046 | Kolonia Druga    | część wsi |
| 0716052 | Kolonia Pierwsza | część wsi |
| 0716069 | Piaski           | część wsi |
| 0716075 | Podębie          | część wsi |
| 0716081 | Polesie          | część wsi |
| 0716098 | Stara Wieś       | część wsi |

W latach 1975–1998 miejscowość administracyjnie należała do województwa sieradzkiego.
5 września 1939 żołnierze Wehrmachtu zamordowali 6 osób, w tym 4 mieszkańców wsi.